# بوجدور
بوجدور (به عربی: بوجدور) یک منطقهٔ مسکونی در صحرای غربی است که در استان بوجدور واقع شده‌است. بوجدور ۶۲٫۴۹ کیلومتر مربع مساحت و ۴۲٬۶۵۱ نفر جمعیت دارد.

## خواهرخوانده
شهرهای پرجینه والدارنو، کتا (غنا)، آبتونه، لوتزیو، سان مینیاتو، ولترا و اسکارلینو خواهرخوانده‌های بوجدور هستند.